# Asfored
 (février 2022).
Si vous disposez d'ouvrages ou d'articles de référence ou si vous connaissez des sites web de qualité traitant du thème abordé ici, merci de compléter l'article en donnant les références utiles à sa vérifiabilité et en les liant à la section « Notes et références ».
L'Asfored (Association nationale pour la formation et le perfectionnement professionnels dans les métiers de l’édition) est un centre de formation des métiers de l’édition, de la presse et de la communication.

## Histoire
(février 2022).
- 1972 : fondation de l’Asfored, association Loi 1901 à l’initiative du Syndicat national de l’édition (SNE), pour répondre aux besoins de formation de la profession.
- 1978 : création du brevet de technicien supérieur (BTS) Édition par le Ministère de l'Éducation nationale. La formation qui prépare au diplôme est proposée à l’Asfored qui élargit ainsi ses activités à la formation initiale.
- 1991 : création du mastère spécialisé Management de l’édition, en partenariat avec l’ESCP Europe .
- 1996 : l’Asfored devient un centre de formation d'apprentis de l’édition. La préparation au BTS s’effectue dorénavant en formation par alternance.
- 2010 : l'organisme est certifié ISO 9001-2008 par l'AFNOR.
- 2011 : Début du partenariat avec le Motif et la région Île-de-France pour la formation des éditeurs indépendants franciliens à l'édition numérique.
- 2012 : l'Asfored fête son 40e anniversaire.
- 2014 : la Licence professionnelle Métiers de l’édition spécialité édition et commerce du livre de l’IUT Paris-Descartes intègre le CFA de l'édition-Asfored. Elle     devient une formation en alternance.
- 2014 : création d'une filiale, Edinovo Formation, spécialisée dans les activités de formation professionnelle continue.
- 2015 : Mise en place de la formation qui prépare au Certificat de Qualification professionnelle (CQP) Éditeur numérique, reconnu par la branche professionnelle de l'édition, une initiative du Syndicat National de l’Édition (SNE).
- 2015 : Développement de l'École de Traduction Littéraire (ETL) fondée par le Centre National du Livre (CNL), avec l'Asfored pour soutenir la professionnalisation des traducteurs du secteur de l'édition.
- 2016 : Lancement du Master 1 et 2 professionnel Métiers de l'édition et de l'audiovisuel parcours création éditoriale multisupport (CREM) en apprentissage, avec l'Université Paris-Sorbonne.
- 2019 : Lancement d'une nouvelle formation en alternance, CORREM, un nouveau parcours dans le cadre du Master Pro 2, destiné aux métiers de l'écrit et de la correction, avec la Faculté des Lettres de Sorbonne Université.
- 2020 : Lancement du Bachelor Responsable de fabrication multisupport en alternance. Une formation en 1 an qui offre une expertise en fabrication print et numérique.
- 2021 : Obtention de la certification Qualiopi pour l’Asfored, ainsi que pour sa filiale Edinovo formation. La certification qualité a été délivrée au titre des catégories suivantes :
  - Les actions de formation
  - Les actions permettant de faire une Validation des Acquis d'Expérience (VAE)
  - Les actions de formation par apprentissage
- 2021 : Lancement de la première promotion de la Prépa Édition, formation de 800 heures de formation sur une année, dont 2 mois de stage en entreprise, qui permet aux étudiants de découvrir les fondamentaux du monde de l'édition, et plus précisément les métiers d'éditeur et de fabricant.
- 2021 : Lancement de la nouvelle formation en apprentissage, le Master pro Éditeur Multisupport option BD, Mangas, Comics. Une formation en 2 ans qui permet d’acquérir une connaissance fine de ces produits éditoriaux ainsi qu'une vision internationale grâce au voyage de fin d'études.

## Formations

### Formations continues
Les prestations s’adressent aux maisons d’édition et à toute entreprise, institution qui conçoit, produit ou diffuse des supports imprimés ou multimédias. 

## Partenariats internationaux
En 2009, un accord de coopération est signé avec à l’École supérieure des affaires (ESA) de Beyrouth. Il a permis la création de cycles de formations et de conférences spécialisées, destinées à accompagner les professionnels libanais dans leurs projets de développement.
L'Asfored organise régulièrement, en collaboration avec le Ministère des Affaires étrangères français, des formations à l'étranger.
En 2010, un accord de coopération a été signé avec l'université d’Alger 2 - Bouzaréah
avec le soutien du SCAC, service de coopération et d’action culturelle de l’ambassade de France à Alger autour de la création d'un master "Métiers du livre - édition et diffusion de l’écrit".
Fin 2012, un projet transversal avec le PILEn, soutenu par Fédération Wallonie Bruxelles est lancé afin d'initier l'interprofession belge (éditeurs, libraires, auteurs)  à l'édition numérique.

## Personnalités liées à l'Asfored
- Perrine Le Querrec, poétesse et romancière, ancienne élève du BTS[réf. nécessaire].